# Giorgio Barzilai
Giorgio Barzilai (Roma, 23 giugno 1911 – Roma, 1987) è stato un ingegnere italiano, pionierie delle attività di ricerca, in Italia, nei settori dell'elettronica e dell'elettromagnetismo.

## Biografia
Dopo la laurea a Roma in Ingegneria Industriale nel 1935, lavora come ricercatore presso il laboratorio radio del Ministero delle Poste. Qui riceve l'incarico di trasformare la stazione sperimentale costruita da Guglielmo Marconi a Fiumicino (originariamente collegata al Golfo degli Aranci in Sardegna) in stazione ad onde corte per le comunicazioni commerciali con la Libia e l'Africa orientale. Successivamente, presso il Centro Sperimentale Radioelettrico di Guglielmo Marconi a Torre Chiaruccia (Santa Marinella, Roma), esegue ricerche sulle antenne e sulla propagazione delle onde radio.
Durante la guerra è tenente del GAri (Genio Aeronautico ruolo Ingegneri) prima presso la Divisione Radio della DSSE (Direzione Superiore Studi Esperienze) di Guidonia, dove lavora all'installazione di radar sia di avvistamento sia di bordo per autosiluranti e caccia, e poi presso la Divisione Comunicazioni dell'Aeronautica Italiana, dove si occupa dell'installazione di apparecchiature radio, sia a terra che a bordo, di caccia e bombardieri ceduti dagli Alleati all'Italia.
Dopo il diploma di "Master of Science in Electrical Engineering" conseguito in Inghilterra nel 1947 per le sue attività di ricerca teorica sulle antenne e sulla ricezione "diversity" a microonde, ottiene prima la libera docenza di Radiotecnica in Italia nel 1948, e poi le qualifiche di Assistant e Associate Professor di Elettronica, Antenne e Teoria elettromagnetica presso il "Polytechnic Institute of Brooklyn" (oggi Politecnico dell'Università di New York) negli Stati Uniti.
Tornato in Italia fu assunto dalla Fondazione Ugo Bordoni dove si occupò di ricerche di elettronica ed elettromagnetismo. Nel decennio 1957-1967, contemporaneamente al ruolo di docente di Elettronica e poi di Campi elettromagnetici e circuiti presso la Facoltà di Ingegneria di Roma, ottiene un contratto con la Air Force americana per lo studio della propagazione delle onde elettromagnetiche nelle guide d'onda con ferrite magnetizzata.
Barzilai è autore di quaranta pubblicazioni scientifiche, tre brevetti e due libri didattici ("Lezioni di Elettronica Applicata" e "Fondamenti di Elettromagnetismo") per l'Università. È ricordato come l'iniziatore di una scuola elettromagnetica che, a partire dalla Facoltà di Ingegneria di Roma, si è estesa poi ad altre Università italiane. Tra gli allievi della prima generazione formatasi con Barzilai figurano Giorgio Gerosa, Cesare Maria Ottavi, Paolo Bernardi e Giovanni D'Auria.
Barzilai è stato un docente fortemente orientato allo studio sperimentale. Uno dei suoi risultati scientifici forse più nota è la dimostrazione teorica e sperimentale del cosiddetto "paradosso termodinamico", dove un'onda elettromagnetica che attraversa una sezione di ferrite in presenza di una cavità sembra presentare una fenomeno apparente di dispersione, con un'altrettanto apparente violazione del fondamentale principio di conservazione dell'energia.
A Barzilai è stato intitolato il "Premio Barzilai" da parte della Società Italiana di Elettromagnetismo.

## Incarichi
- Vice-direttore del centro sperimentale Guglielmo Marconi di Torre Chiaruccia
- Direttore dell'Istituto di Elettronica della Facoltà di Ingegneria di Roma (dal 1964 al 1970 e dal 1972 al 1978)
- Presidente della commissione italiana dell'Union Radio-Scientifique Internationale (URSI, dal 1977 al 1985)

## Riconoscimenti
- Fellow dell’IEEE, Institute of Electrical and Electronics Engineers (1978)
- Medaglia del centenario dell’IEEE (Institute of Electrical and Electronics Engineers, 1985)

## Pubblicazioni
- L. Sacco, G. Barzilai, “Sulla misura delle costanti elettriche del suolo alle altissime frequenze”, Rassegna delle Poste e delle Telecomunicazioni, fasc. 9, settembre 1940.
- G. Barzilai, “Aerei direttivi a dipoli e loro sistemi di alimentazione”, Rassegna delle Poste e Telecomunicazioni, fasc. 1/3/5, gennaio-marzo-maggio 1941.
- G. Barzilai, B. Peroni, “Considerazioni sulla irradiazione delle antenne”, Ricerca scientifica e ricostruzione, n. 5/6, giugno 1946.
- G. Latmiral, G. Barzilai, “Osservazioni sulla propagazione delle onde ultracorte”, Alta Frequenza, XVI, 3/4, pag. 147, giugno-agosto 1947.
- G. Barzilai, B. Peroni, “Antenna”, Enciclopedia Treccani, App. I, 1947.
- G. Barzilai, “Mutual impedance of parallel aerials”, Wireless Engineer, nov. 1948.
- G. Barzilai, G. Latmiral, “Diversity Reception in U.S.W. Radio Links”, Wireless Engineer, dic. 1948.
- G. Barzilai, “Experimental determination of the distribution of current and charge along cylindrical antennas”, Proc. of the IRE, vol. 37, luglio 1949.
- G. Barzilai, “Network Response to frequency pulse modulated wave”, Research Report R-299-52, PIB-238 27/3/53, Office of Naval Research – Pol. Inst. of Brooklyn.
- G. Barzilai, “Radiation from antennas with sinusoidal current distribution”, Research Report R-335-53, 11/9/53, Pol. Inst. of Brooklyn.
- G. Barzilai, “Field strength computations for an antenna situated over a homogeneous spherical earth”, Fin al Report R-341-53, PIB-276, Contract AF-30 (062-387), Task B2 30/9/53, Pol. Inst. of Brooklyn.
- G. Barzilai, “On the input conductance of thin antennas”, Proc. of the IRE, vol. AP-3, n. 1, Genn. 1955.
- G. Barzilai, “Su una definizione intrinseca dell’operatore Nabla”, Piccole note, Recensioni e Notizie Ist. Sup. PP.TT., luglio-agosto 1955.
- G. Barzilai, “Radiation from aerials”, Wireless Engineer, agosto 1955.
- G. Barzilai, “Metodo di calcolo per la conduttanza di antenne cilindriche”, Alta Frequenza, XXIV, 4-5, agosto-ottobre 1955.
- G. Barzilai, “Admittance of thin antennas”, IRE Tran s. On Antennas and Propagation, vol. AP-4, aprile 1956.
- G. Barzilai, “Definizione della forza cimomotrice”, Piccole note, Recensioni e Notizie, n. 6, 1956.
- G. Barzilai, “Sulla registrazione automatica dei diagrammi di direttività delle antenne”, Atti del Congresso Scientifico-Sez. Elettronica, vol. II, III Rass. Internazionale Elettronica Nucleare, 1956.
- G. Barzilai, “Sulla misura delle caratteristiche dinamiche dei termistori”, Note, Recensioni e Notizie, n. 3, maggio-giugno 1957.
- G. Barzilai, C. Montebello, F. Serracchioli, “Sul diagramma di radiazione del paraboloide in varie condizioni di illuminazione”, IV Rasseg na Internazionale Elettronica Nucleare, luglio 1957.
- G. Barzilai, G. Gerosa, “Modes in rectangular guides filled with magnetized ferrite”, Rapporto Interno Istituto Elettrotecnico dell’Università di Roma, ottobre 1957.
- G. Barzilai, G. Gerosa, “Modes in rectangular guides filled with magnetized ferrite”, Il Nuovo Cimento, Serie X, vol. 7, pp. 685–697, marzo 1958. Pubblicato anche su: l’Onde Electrique, Suppl. Spec. 38e année, 376 ter, pag. 612-617, agosto 1958.
- G. Barzilai, G. Gerosa, “Properties of ion-filled waveguides”, Proc. of the IRE, vol. 47, n. 1, pag. 83, gennaio 1959.
- G. Barzilai, G. Gerosa, “Modes in rectangular guides partially filled with transversely magnetized ferrite”, Istituto Elettrotecnico dell’Università di Roma-Contract AF 61 (052) – 101 Techn. Note n. 1 – 3 giugno 1959.
- G. Barzilai, G. Gerosa, “Modes in rectangular guides partially filled with transversely magnetized ferrite”, IR E Trans. on AP, vol. AP-7, Special Supplement, pp. S 471- S 474, dicembre 1959.
- G. Barzilai, G. Gerosa, “Modes in rectangular guides loaded with a transversely magnetized slab of ferrite away from the side walls”, Istituto di Elettronica dell’Università di Roma-Contract AF 61 (052) – 1 01 Techn. Note n. 2, 30 luglio 1960.
- G. Barzilai, G. Gerosa, “An exact modal solution for a rectangular guide loaded with longitudinally magnetized ferrite”, Istituto di Elettronica dell’Università di Roma-Contract AF 61 (052) – 101 Techn. Note n. 3, 2 gennaio 1961.
- G. Barzilai, G. Gerosa, “Research on propagation of electromagnetic waves in guides loaded with magnetized ferrite”, Contract AF 61 (052) – 101, Techn. Summary Report n. 2, 19 maggio 1961.
- G. Barzilai, G. Gerosa, “Modes in rectangular guides loaded with a transversely magnetized slab of ferrite away from the side walls”, IRE Trans. on MTT, vol. MTT-9, n. 5, pp. 403–408, settembre 1961.
- G. Barzilai, G. Gerosa, “Modes with complex propagation constant in rectangular guides loaded with transversely magnetized lossless ferrite”, Istituto di Elettronica dell’Università di Roma-Contract AF 61 (052) - 101 Techn. Note n. 5, 20 giugno 1962.
- G. Barzilai, G. Gerosa, “A modal solution for a rectangular guide loaded with longitudinally magnetized ferrite”, in: E. C. Jordan, “Pro c. of the Symposium on Electromagnetic theory and antennas – Copenaghen, June 25-30, 1962”, Pergamon Press, 1963, pp. 573–590.
- G. Barzilai, “Antenna”, Enciclopedia Treccani, App. II, 1963.
- G. Barzilai, G. Gerosa, “Propagation of electromagnetic waves in rectangular guides loaded with magnetized ferrite”, Istituto di Elettronica dell’Università d i Roma, 1964.
- G. Barzilai, G. Gerosa, “Propagation of electromagnetic waves in rectangular guides loaded with magnetized ferrite”, Istituto di Elettronica dell’Università di Roma-Contract AF 61 (052) – 1 01 Final Techn. Report, 11 marzo 1964.
- G. Barzilai, G. Gerosa, “Rectangular waveguides loaded with magnetised ferrite and the so-called thermodynamic paradox”, Proc. of the IEE, vol. n. 2, febbraio 1966.
- F. Bardati, G. Barzilai, G. Gerosa, “Elastic waves excitation in piezoelectric slabs”, IEEE Trans. on Sonics and Ultrasonics, vol. SU-4, ottobre 1968.
- G. Barzilai, P. Maltese, C. M. Ottavi, P. Reali, “Microsecond pulse activated liquid crystal cells”, Rappo rto interno Istituto di Elettronica, giugno 1972.
- G. Barzilai, P. Maltese, C. M. Ottavi, P. Reali, “Fast liquid crystal cells suitable for television display”, 1972 IEEE Conference on Display Devices, New York, N. Y., 11-12 ottobre 1972.
- G. Barzilai, “Research on statistical aspects of tropospheric propagation”, Radio Science, vol. 10, n. 7, luglio 1975.
- G. Barzilai, “Antenna”,  Enciclopedia Treccani, App. III, 1980.

## Brevetti
- G. Latmiral, G. Barzilai, “Dispositivi per ridurre le evanescenze e le distorsioni nei collegamenti con onde cortissime tra punti elevati sul suolo”, Ministero dell’Industria e del Commercio, Roma, Italia, n. 420709
- G. Barzilai, C. M. Ottavi, P. Maltese, P. Reali, “Perfezionamento negli schermi, per la presentazione di immagini, del tipo a cristalli liquidi adatti in particolare per immagini televisive e/o dati alfanumerici”, Brevetto italiano n. 965.475 – Data di accettazione 31/1/1974. Questo brevetto è stato esteso ai seguenti paesi: Argentina, Belgio, Canada, Francia, U. K., Israele, Spagna, Svizzera, U.S.A.
- G. Barzilai, C. M. Ottavi, P. Maltese, “Cella ad intercapedine e procedimento per ottenerla”, Brevetto Italiano n. 1.015.905 – Data di accettazione 20/5/1977. Questo brevetto è stato esteso ai seguenti paesi: Belgio, Canada, Francia, U. K., Israele, U.S.A.